# Tatsuya Hasegawa
Tatsuya Hasegawa (ur. 7 marca 1994 w prefekturze Shizuoka) – japoński piłkarz występujący na pozycji pomocnika.

## Kariera piłkarska
Od 2016 roku występował w Kawasaki Frontale.